# Ostromecko (gromada)
Ostromecko – dawna gromada, czyli najmniejsza jednostka podziału terytorialnego Polskiej Rzeczypospolitej Ludowej w latach 1954–1972.
Gromady, z gromadzkimi radami narodowymi (GRN) jako organami władzy najniższego stopnia na wsi, funkcjonowały od reformy reorganizującej administrację wiejską przeprowadzonej jesienią 1954 do momentu ich zniesienia z dniem 1 stycznia 1973, tym samym wypierając organizację gminną w latach 1954–1972.
Gromadę Ostromecko z siedzibą GRN w Ostromecku utworzono – jako jedną z 8759 gromad na obszarze Polski – w powiecie chełmińskim w woj. bydgoskim, na mocy uchwały nr 24/4 WRN w Bydgoszczy z dnia 5 października 1954. W skład jednostki weszły obszary dotychczasowych gromad: Ostromecko, Rafa, Strzyżawa i Wielka Kępa ze zniesionej gminy Dąbrowa Chełmińska w powiecie chełmińskim oraz enklawa położona na prawym brzegu Wisły z miasta Bydgoszczy (powiat miejski) w tymże województwie. Dla gromady ustalono 23 członków gromadzkiej rady narodowej.
Gromadę zniesiono 31 grudnia 1959, a jej obszar włączono do gromady Dąbrowa Chełmińska w tymże powiecie.